# アイザイア・ヤング
アイザイア・ヤング（Isiah Young、1990年1月5日 ‐ ）は、アメリカ合衆国カンザス州出身の陸上競技選手。専門は短距離走。100mで9秒89、200mで19秒86の自己ベストを持つ。2017年ロンドン世界選手権男子200mのファイナリスト（8位）である。

## 経歴

### 高校時代
ジャンクション・シティ高校（Junction City High School）時代の2008年に陸上選手としてのキャリアをスタートさせた。また、高校時代に重量挙げを経験している。

### 大学時代

#### 2009年 - 2010年（アレン・コミュニティ大学）
2009年6月の全米ジュニアオリンピック男子100mを10秒78、男子200mを22秒56で制して2冠を達成。2009年と2010年の全米短期大学選手権（NJCAA選手権）では2年連続で室内と屋外のファイナリストになった。

#### 2012年 - 2013年（ミシシッピ大学）
2012年6月の全米選手権（兼ロンドンオリンピックアメリカ代表選考会）に出場すると、男子100mは10秒41（+1.6）で予選敗退に終わった。男子200mは決勝まで進出し、決勝では追い風参考記録ながら自己ベスト（当時20秒33）を上回る20秒16（+2.3）をマーク。ウォーレス・スピアモン（19秒82）、モーリス・ミッチェル（20秒14）に次ぐ3位に入り、ロンドンオリンピックアメリカ代表の座を掴んだ。
2012年8月のロンドンオリンピックの男子200m予選を20秒55（+0.9）で突破し、世界大会初出場でセミファイナリストになったが、準決勝は20秒89（-0.6）の組8着で敗退した。
2013年5月23日の全米学生選手権（NCAA選手権）・東地区予選の男子100mで初めて10秒の壁を破る9秒99（+0.3）をマークすると、翌月の全米学生選手権男子100mは9秒96（+3.2）で3位、男子200mは20秒17（+2.6）で2位に入り（1位と0秒07差）、2種目で表彰台に上った。
2013年6月の全米選手権に出場すると、男子100mは決勝まで進出するも10秒12（+1.1）の6位に終わった。男子200mは昨年に続いて決勝に進出し、決勝では自身初の19秒台となる19秒86（+1.6）をマーク。タイソン・ゲイ（19秒74）に次ぐ2位（当時）に入り、モスクワ世界選手権アメリカ代表の座を掴んだ。なお、後にタイソン・ゲイのドーピング処分により、順位が2位から1位に繰り上がった。

### プロ時代

#### 2013年
6月30日のダイヤモンドリーグ・バーミンガムグランプリ男子100mでプロとしてのキャリアをスタートさせた。
8月のモスクワ世界選手権の男子200mにはウサイン・ボルト（19秒66）、ウォーレン・ウィア（19秒79）に次ぐ今季3番目のタイム（19秒86）を持って出場すると、予選を20秒70（+0.2）で突破し、昨年のロンドンオリンピックに続いてセミファイナリストになった。準決勝では予選のタイムを大幅に縮める20秒36（0.0）をマークするも組3着に終わり、着順で決勝に進出できた組2着とは0秒23差、タイムで拾われた最後の枠の選手とは0秒03差で決勝進出を逃した。

#### 2014年
5月の世界リレー男子4×200m予選で3走を務め、1分21秒35をマークしての決勝進出に貢献したが、決勝での出番はなかった。
6月の全米選手権に出場すると、男子100mは10秒43（-0.9）で予選敗退、男子200mは20秒55（+2.1）で準決勝敗退に終わった。

#### 2015年
5月の世界リレー男子4×200m予選で2走を務め、1分20秒78をマークしての決勝進出に貢献した。前回大会と違い今大会は決勝にも出場したが、3走のカーティス・ミッチェルとのバトンパスが上手くいかずオーバーゾーンで失格になった。
6月の全米選手権に出場すると、男子100mは予選で追い風参考記録ながら9秒85（+2.1）をマーク。準決勝も9秒93（+3.7）で突破したが、決勝はタイソン・ゲイ（9秒87）、トレイボン・ブロメル（9秒96）、マイク・ロジャース（9秒97）に次ぐ10秒00（0.0）の4位で表彰台を逃した。男子200mは予選でいきなり19秒99（+1.7）をマークすると、準決勝は20秒19（-1.3）で突破。決勝では今大会2度目の19秒台となる19秒93（+0.4）をマークし、トレーニングパートナーのジャスティン・ガトリン（19秒57）に次ぐ2位で北京世界選手権アメリカ代表の座を掴んだ。
8月の北京世界選手権男子200m予選で20秒51（-0.3）の組6着に終わり、2大会連続の準決勝進出はならなかった。

#### 2016年
7月の全米選手権（兼リオデジャネイロオリンピックアメリカ代表選考会）に出場すると、男子100mは10秒21（+2.0）で準決勝敗退、男子200mも20秒59（-1.1）で準決勝敗退に終わり、2大会連続のオリンピック出場を逃した。

#### 2017年
3大会連続の出場となった4月の世界リレー男子4×200mで3走を務め、1分19秒88で銀メダル獲得に貢献した。
6月の全米選手権では男子100mと男子200mの両種目でファイナリストになった。しかし、男子100mは予選で自己ベスト（9秒99）を4年ぶりに更新する9秒97（+1.5）をマークしたが、向かい風のレースとなった準決勝は10秒20（-1.6）、決勝は10秒25（-0.7）とタイムを落として8位に終わった。男子200mは予選を全体1位の20秒29（+0.4）、準決勝は全体2位の20秒28（-2.1）で突破したが、決勝は20秒42（-2.3）で5位に終わった。この結果、3大会連続の世界選手権アメリカ代表の座を逃したかに思われたが、男子200mで2位に入ったクリスチャン・コールマンが100mに専念、3位に入ったElijah Hall-Thompsonが怪我で辞退したため、ロンドン世界選手権男子200mのアメリカ代表に選出された。3大会連続の出場となった8月のロンドン世界選手権男子200mでは初の決勝に進出した。準決勝を全体1位の20秒12（+2.1）で突破したためメダル獲得も期待されたが、決勝は20秒64（-0.1）で8位に終わった。

## 自己ベスト
記録欄の（　）内の数字は風速（m/s）で、+は追い風を意味する。
| 種目 | 記録           | 年月日        | 場所             | 備考           |
| 屋外 | 屋外           | 屋外          | 屋外             | 屋外           |
| ---- | -------------- | ------------- | ---------------- | -------------- |
| 100m | 9秒97 (+1.5)   | 2017年6月22日 | サクラメント     |                |
| 100m | 9秒82w (+3.0)  | 2015年5月16日 | クレアモント     | 追い風参考記録 |
| 200m | 19秒86 (+1.6)  | 2013年6月23日 | デモイン         |                |
| 200m | 19秒75w (+4.1) | 2015年6月15日 | クレアモント     | 追い風参考記録 |
| 室内 |                |               |                  |                |
| 60m  | 6秒61          | 2012年3月9日  | ナンパ           |                |
| 200m | 21秒25         | 2012年2月11日 | フェイエットビル |                |

## 主要大会成績
| 年   | 大会            | 場所     | 種目    | 結果   | 記録            | 備考           |
| ---- | --------------- | -------- | ------- | ------ | --------------- | -------------- |
| 2012 | オリンピック    | ロンドン | 200m    | 準決勝 | 20秒89 (-0.6)   |                |
| 2013 | 世界選手権      | モスクワ | 200m    | 準決勝 | 20秒36 (0.0)    |                |
| 2014 | 世界リレー (en) | ナッソー | 4x200mR | 予選   | 1分21秒35 (3走) | 決勝進出       |
| 2015 | 世界リレー (en) | ナッソー | 4x200mR | 決勝   | DQ (2走)        | オーバーゾーン |
| 2015 | 世界選手権      | 北京     | 200m    | 予選   | 20秒51 (-0.3)   |                |
| 2017 | 世界リレー (en) | ナッソー | 4x200mR | 2位    | 1分19秒88 (3走) |                |
| 2017 | 世界選手権      | ロンドン | 200m    | 8位    | 20秒64 (-0.1)   |                |

### ダイヤモンドリーグ
ダイヤモンドリーグの総合成績を記載。獲得ポイント欄の（　）内は出場したポイント対象レースの数を意味する。
| 年   | 種目 | 総合順位 | 獲得ポイント |
| ---- | ---- | -------- | ------------ |
| 2015 | 200m | 5位      | 1 (1レース)  |